# Orquestra Sinfônica de Vancouver
A Orquestra Sinfônica de Vancouver ou Orquestra Sinfónica de Vancouver é uma orquestra baseada em Vancouver, Canadá. Apresenta-se para mais de 240 mil pessoal anualmente. Foi fundada em 1930 e se apresenta em 12 teatros. Sua residência é o Teatro Orpheum. Com um lucro de aproximadamente 10 milhões de dólares, é a terceira maior orquestra sinfônica do Canadá (ao lado da Orquestra Sinfônica de Toronto e da Orquestra Sinfônica de Montreal) realizando 140 concertos por ano.

## História
A Orquestra Sinfônica de Vancouver (OSV) foi fundada com o nome de Sociedade Sinfônica de Vancouver em 1930, com Elisabeth Rogers como patrona. Duas orquestras foram criadas anteriormente com o nome de Sinfônica de Vancouver, a primeira foi formada em 1897 por Adolf Gregory e foi dissolvida uma temporada depois. A segunda formada em 1919 pelo maestro Henry Green, mas foi dissolvida duas temporadas depois .
A OSV serviu como orquestra da Ópera de Vancouver durante as décadas de 1960 e 1970, até a criação da Orquestra da Ópera de Vancouver em 1977. Durante o fim da década de 1960 e início da década de 1970 a orquestra apareceu ao lado do Quinteto de Madeiras de Vancouver.
Em 1988 a orquestra foi obrigada a parar seus trabalhos por cinco meses graças a uma dívida que chegava a 2,3 milhões de dólares. Com uma intervenção financeira local e um empréstimo de 500 mil dólares, a orquestra voltou ao trabalho, focando mais trabalhos populares e contando com colaborações de artistas contemporâneos.
Desde 2000 que o diretor musical da orquestra é Bramwell Tovey. Seu contrato inicial foi estendido em Dezembro de 2004, indo até a temporada 2009/10 e em Janeiro de 2010 foi novamente estendido, dessa vez indo até a temporada de 2014/15. O maestro laureado é Kazuyoshi Akiyama, que foi diretor musical de 1972 a 1985. Jeff Tyzik é o maestro pops residente.

## Diretores Musicais
- Allard de Ridder (1930-1941)
- Jacques Singer (1947-1950)
- Irwin Hoffman (1952-1963)
- Meredith Davies (1964-1970)
- Kazuyoshi Akiyama (1972-1985)
- Sergiu Comissiona (1991-2000)
- Bramwell Tovey (2000-)